# Nacjonalistyczne Shintō
Nacjonalistyczne shintō (jap. 国家神道 lub 國家神道 kokka shintō, czyli dosł. „państwowy shintōizm”) – termin opisujący relację państwa do shintō między Restauracją Meiji a drugą połową okresu Shōwa. Shintō w drugiej połowie XIX wieku zostało oddzielone od buddyzmu za sprawą reform państwowych. Zmianom uległo wiele aspektów, w tym zakazano odprawiać modły we wspólnej świątyni, co miało na celu ograniczyć rolę duchowieństwa w życiu politycznym i jednocześnie zwiększyć kontrolę państwa nad sferą religijną. Od tego czasu Japończycy byli surowo wychowywani zgodnie z doktryną kokutai i późniejszą, ministerialną interpretacją tego terminu, pod nazwą kokutai no hongi. W związku z tym wolność wyznania w praktyce była surowo regulowana.
Nowy narzucony porządek nie przetrwał jednak nawet stulecia. Zwycięstwo USA na Pacyfiku podczas II wojny światowej spowodowało, że rząd w Tōkyō był zobowiązany do przebudowy porządku prawnego. Shintō choć oferuje bogaty panteon bóstw, praktyk religijnych i mitów, nie odnosi się szczególnie do życia pozagrobowego. Ten element wierzeń bardzo dobrze uzupełniał buddyzm.
Ład panujący podczas okresu obowiązywania Konstytucji Meiji, był przychylny dla shintō, jako kreowanej podległej instytucji państwowej. Przychylność do promocji jako głównej religii japońskiego narodu, odzwierciedlała się także w korzyściach majątkowych z budżetu krajowego. Zgoła odmienna sytuacja miała miejsce w najliczniejszych klasach społeczeństwa, gdzie wyznawcą stawał się każdy obywatel, nie będąc móc zakwestionować boskiej władzy cesarskiej. Ponadto sama wiara nie była elastyczna do swoich czasów, gdzie wyżej stawiano obowiązkowość i gorliwość jej wyznawania, niż sam teologiczny dyskurs nad nią. Mimo tego shintō świetnie sprawdzało się jako pomocnicze narzędzie do osiągania celów rządzących i propagandowego uzasadniania imperialnych działań Cesarstwa Wielkiej Japonii.

## Wstęp
Tradycyjna, rodzima religia Japończyków bazuje na idei bóstw Kami, chodź badacze często prowadzą dyskusję, do których ram klasyfikacyjnych jest bliżej dla shintō, religii czy filozofii. Nie zmienia to faktu, iż mieszkańcy Wysp Japońskich wytworzyli swój unikatowy sposób rozumienia świata i prowadzonego w nim życia. W shintōizmie istnieje mnóstwo charakterystycznych elementów sakralnych, ale nie ma w nim ściśle określonych dogmatów czy ksiąg świętych, tak jak to się pojmuje w rozumieniu chrześcijańskim. Podczas historycznie następujących kolejnych wieków, rozwijało się definiowanie i zmieniał się poziom koncentracji na rzeczach duchowych. Tak też na początku bardzo ceniono czystość serca magokoro, którą stawiono za jedną z porządnych cnót. Pojmowanie mitów za sprawą ich unifikacji doprowadziło do ich rozkwitu i wyjścia takich bóstw jak Amaterasu Ōmikami poza ród cesarski, gdzie w tym przypadku, także opiekuńcza rola zaczęła odwoływać się do całego narodu. Następowała również systematyzacja rytuałów, a niektóre ceremonie zaczęły być uznawane za wyjątkowe, w tym takie, które były przewidziane na czas intronizacji cesarza. W obrzędach nie brakowało elementów związanych z rolnictwem, co nie dziwi, gdy przyjmiemy, że do końca XIX wieku był to główny sposób na egzystencję Japończyków.
Wraz z rozpoczęciem okresu Meiji wszystkie formy shintōizmu zmieniły swoje ukierunkowanie ku ścisłej relacji z państwem. W okresie Taishō kontynuowano objętą drogę, a dopiero w trakcie okresu Shōwa nastąpiły wielkie zmiany. By zrozumieć, co przyczyniło się do nastania tych dziesięcioleci i patronatu tej religii przez rząd, należy cofnąć się jeszcze do państwa pod rządami Tokugawów, kiedy to świątynie buddyjskie i shintōistyczne jednolicie cieszyły się oficjalnym uznaniem, ale jednocześnie były podporządkowane politycznym i administracyjnym celom. Już na początku okresu Edo najwyżsi uczeni w państwie zaczęli zauważać, że shintōizm i konfucjanizm wspólnie mają więcej rzeczy je łączących, niżeli dzielących. Jednym z elementów poruszanych w dyskursie, była boskości cesarza i sposób sprawowania władzy. W tym aspekcie niemal jednolicie zaczęto wyrażać takie samo przekonanie, co stało się podwaliną pod nadchodzący nowy porządek w Japonii.

## Reforma shintōizmu podczas Restauracji Meiji
Rok 1868 powszechnie przyjęto za punkt zwrotny w historii Japonii i ochrzczono nazwą Restauracji Meiji, lecz zmiany prawne ciągnęły przez wiele następnych lat. Kraj wchodził w okres szybkiej modernizacji i otwarcia na wpływy zachodu, a rzeczywistą pełnię władzy uzyskał Cesarz Mutsuhito. Jak wspominano we wstępie, funkcjonowanie religii również przechodziło zmiany. Pierwszym celem nowego rządu było usankcjonowanie swojej mocy prawnej tak, aby jak najszybciej podporządkować społeczeństwo, do czego najlepiej nadawał się shintōizm. Już latem 1869 roku przeniesiono w inne miejsce niewielki chram Tōkyō Shōkonsha, funkcjonujący ku pamięci osób poległych dla sprawy cesarskiej. W późniejszym czasie rozbudowano go, a w całym kraju budowano na jego wzór świątynie zapewniające narodowi spokój, co miało też ukazywać gorliwość rządzących w sprawach religijnych. Celowo współpracowano głównie z duchowymi shintō, by oddzielić w ichniejszych chramach elementy buddyjskie. Wszystkie te zabiegi miały przedstawić „Drogę Bogów” jako religię rodziny cesarskiej, a buddyzm odseparować od systemu władzy. Przy okazji w 1879 roku ustalono państwowy spis świątyń, dzieląc je na większe i mniejsze rangą. Co ciekawe, tych pierwszych naliczono 54 obiekty i postanowiono je finansować z publicznego budżetu, ale te drugie, których było ponad parędziesiąt tysięcy, już nie. Nie zaprzestano tylko na tym, gdyż nakazano by obszary ziemskie przyległe do tych świątyń, ponownie uiszczały podatki. W tamtym okresie reforma edukacji formalnie stawiała na oświecenie narodu i świecki charakter, ale w praktyce naciskano na szacunek dla bóstw oraz przede wszystkim, bezgraniczną wiarę w cesarza. W trakcie tych zmian, wysoką rolą odegrali nōhonshugisha, czyli tak zwani agraryści, którzy przekonywali o zaletach życia na wsi. Słuszność ich sprawy przedstawiano za pomocą shintō, które miało być fundamentem istnienia wiosek. One natomiast stanowiły rdzeń japońskiej rodziny, a w dalszej mierze, przekładały się na rdzeń nowoczesnej armii. W 1889 roku wprowadzono Konstytucję Meiji jako dar od cesarza, która opierała się na zestawie konserwatywnych i liberalnych zasad, w niektórych obszarach wzorowanych na krajach zachodu, głównie z Cesarstwa Niemieckiego. Jednak w stosunku do poprzednich działań rządu, to rok później wydany kokutai, rozumiany jako „Reskrypt Cesarski o Wychowaniu” wpłynął na postrzeganie przez Japończyków ich ojczyzny w formie państwa-rodziny, której podporą był shintōizm.

## Okres do zakończenia II wojny światowej
Do drugiej wojny światowej shintō nie zawsze stanowiło jednolitą organizację, a wręcz przeciwnie. Istniały lub powstawały odłamy religijne, które w późniejszym czasie były rozpatrywane przez „Rządowy Wydział ds. Shintō”, znany pod japońską nazwą Shintō Jimukyoku. Jednym z przykładowych takich ruchów było Kurizumikyō, które po rozpatrzeniu ich sposobu działalności, zostało wyłączone spod jurysdykcji rządowej, jako jedna z odnóg shintō. Dawało to dużą autonomię, ale także wiązało się ze zmianą statusu prawnego dla takich wspólnot religijnych.
Mimo współczesnego postrzegania historii, które przedstawia tamten okres jako czas wdrażania szybkich reform, to wielu tamtejszych mieszkańców ubolewało nad zbyt wolnym tempem ich przeprowadzania. Jednym z takich osób był Natsume Sōseki, reprezentant jitsugaku, popierający nurt łączenia starych wartości kultury z nowymi, który w 1892 roku w taki sposób opisał otaczającą go rzeczywistość:
„Jeśli kategorycznie nie zerwiemy ze wszystkim, co stare, i nie przyswoimy sobie nowego, to trudno będzie dorównać krajom zachodnim. [Lecz dokonanie tego, obawiał się] rychło osłabiłoby życiodajnego ducha, którego odziedziczyliśmy po naszych przodkach, [czyniąc nas] kalekami”.
Dziesięciolecie później, na przełomie wieków, podobne zdanie wyrażał krytyk literacki Masamune Hakuchō, twierdząc, że japonizm i towarzyszące temu religijne organizacje, tworzyły w tamtejszym stanie przygnębiający obraz. W tym kotle różnorakich opinii, następowało przemodelowanie ustalonego kierunku w państwie. Schyłek okresu Meiji wydawał się być powrotem do równowagi religijnej, gdyż buddyzm, czy shugendō, zaczęły powracać do łask. Nawet Chrześcijaństwo zyskiwało uznanie wśród elit, chodź nadal to była całkowita nisza. Stało się to na skutek sposobu definiowania shintōizmu ze strony państwa. Nie uznawali oni tego jako oficjalnej religii państwowej, a raczej zapatrywano się na to, jak na instrument do przepisowego sprawowania ceremoniałów. Nie oznaczało też to, że shintō było w kryzysie, ponieważ sama liczba większych chramów wzrosła do ponad stu. Mniejszy wpływ na to, wywierała raczej sytuacja prawna opisana w konstytucji. De iure w artykule 28 podkreślano wolności wyznania, jeśli nie zagrażało to wykonywaniu obowiązków obywatela. Lecz przeciwieństwem do tego był artykuł 3, mówiący, że cesarz jest „święty i nienaruszalny”. Zatem de facto cesarz był najwyższym kapłanem shintō, a nie poszanowanie jego woli, równało się z negatywnym odnoszeniem do sprawowanej przez niego roli. Ten zagmatwany sposób interpretacji prowadził do tego, że ciężko było nie praktykować shintōizmu, będąc zarazem Japończykiem. Religia jako narzędzie miała jednocześnie za zadanie umacnianie wizerunku władcy Kraju Wschodzącego Słońca, wcielonego bóstwa akitsumikami.
Wiosną 1939 roku przywódcy Japonii zdawali sobie sprawę, że zbliżająca się wojna ze Stanami Zjednoczonymi będzie okupiona ciężkimi stratami. Już wtedy prowadzone działania wojskowe wystarczająco nadszarpywały budżet i zasoby ludzkie. Dlatego rozszerzono i zracjonalizowano strukturę chramów ku czci poległych, a ich regionalne oddziały przemianowano na Gokoku jinja. Wzmocniono także ich uzależnienie od Yasukuni jinja oraz duży procent z nich zaczął być dofinansowywany. Wraz z latami, proces wdrażano coraz intensywniej w sanktuariach i stanowił on propagandową technikę rządzących, w której to tradycyjne shintō, było zamieniane na moralną i ultra-nacjonalistyczną politykę podległości wobec autorytetu Jego Cesarskiej Mości. Udzielane wsparcie na rzecz religijnej żarliwości społeczeństwa, miało pobudzić ducha walki i uzasadniać proces militaryzacji.
Poza archipelagiem japońskim, w granicach panowania Cesarstwa Wielkiej Japonii, stosowano jeszcze bardziej rygorystyczne metody wprowadzania shintō, jako narzędzia podporządkowywania lokalnej społeczności do japońskiej kultury. Budowano setki chramów, w tym na Półwyspie Koreańskim, jak i na Tajwanie, chodź także dochodziło do przekształceń ze starych, rodzimych świątyń na danym terenie.

## Shintōizm w powojennej Japonii
2 września 1945 roku Japonia podpisała bezwarunkową kapitulację na pokładzie zakotwiczonego w Zatoce Tokijskiej pancernika USS „Missouri”. Wraz z tym rozpoczął się okres okupacyjny, który trwał do 28 kwietnia 1952 roku. Stan religii przed tym i po tym wydarzeniu zgoła różnił się od siebie, głównie z powodu ograniczeń, jakie zostały narzucone krajowi i czasie potrzebnym do transformacji.

### Narzucona okupacyjna polityka
Władze okupacyjne chciały przekształcić Japonię w pokojową demokrację, więc poczyniono szereg kroków do tego zmierzających. W dniu 1 stycznia 1946 roku cesarz Hirohito w radiowym przemówieniu noworocznym między innymi wyrzekł się atrybutów boskości, a następnie wydano reskrypt Ningen Sengen, który można tłumaczyć jako „Deklarację człowieczeństwa”. W dniu 3 listopada 1946 roku zaprezentowano Konstytucją Shōwa, która zaczęła obowiązywać od 3 maja 1947 roku. Chociaż w nowej Konstytucji tytuł tennō jest dalej używany, to jednak natura tej instytucji jest całkowicie odmienna, bez względu na zapis w znakach kanji. Pełni on znaczenie symboliczne, które wynika z powszechnej woli narodu. W związku z tym, nowa Konstytucja zabraniała naruszania wolności myśli i sumienia, a przede wszystkim poszanowania praw w aspekcie religijnym. Nikt nie może być zmuszany do brania udziału w jakiejkolwiek praktyce sakralnej. Dodatkowo, rząd i jego organy powinny powstrzymywać się od religijnego wychowania czy związanych z tym czynności. Dobrym przykładem jest sprawa z 1971 roku, która dotyczyła miasta Tsu. Burmistrz tej miejscowości zorganizował tam ceremonię jichinsai, oczyszczenia gruntów przez shintōistycznych kapłanów. Mieszkańcy wnieśli sprawę do sądu argumentując, że władze nie miały prawa przeznaczać na to pieniędzy z kasy miejskiej, co łamało artykuł dwudziesty Konstytucji. Sąd drugiej instancji przyznał rację mieszkańcom i odrzucił burmistrza uzasadnienie o czystej zwyczajowości shintō, stwierdzając, że bóstwa shintōistyczne są przedmiotem kultu religijnego.
Od formalnej strony, Japonia okresu Shōwa Genroku funkcjonowała na podstawie powyżej wymienionych mechanizmów, aczkolwiek pierwsze lata okupacji znacząco pogrążyły stan wspólnot religijnych. Supreme Commander for the Allied Powers, w skrócie SCAP, które było „Naczelnym Dowództwem Sił Sprzymierzonych”, zakazało działania wszystkich chramów shintōistycznych, z naciskiem na takie, które były poświęcone poległym podczas wojny. Yasakuni jinja i wiele Gokoku jinja, przestało podlegać urzędom państwowym wraz z pozbawieniem ich finansowania. Z powodu początkowo niskich przychodów i skąpych datków wiernych, którzy byli wykończeni okresem wojny, świątynie zaczęły materialnie podupadać. Wiele bóstw kami zostało zapomnianych, nie tylko przez trudną sytuacje ekonomiczną, ale również z powodu wędrówki ludzi ze wsi do miast oraz łączenia się ludności w większe podmioty terytorialne. Regres rolnictwa i jego spadek procentowy w skali kraju miał także znaczący na to wpływ.

### Nowe podejście do religii
Kiedy okres okupacji się zakończył, japońskie społeczeństwo było już lepiej dostosowane do nowej rzeczywistości prawnej i elastyczniej aklimatyzowało się do warunków. Tym samym, świątynie mimo zmniejszonej ilości, zaczęły odczuwać dobrobyt przez wzrost cen ziemi, rozkwit turystyki i samoistne zainteresowanie tradycjami ze strony mieszkańców. Liczba chramów jinja sięgała około 80 tysięcy lokalnych ośrodków religijnych, co lekko przeważało nad dobytkiem buddyjskim. Brak przymusu, wolność wyznaniowa i tolerancja stała się rzeczą nadrzędną według prawa, choć nie wyeliminowało to całkowicie problemu dyskryminacji w Japonii, jak i społecznego wykluczenia np. burakumin.
Przejawy ludowej religijności miały odzwierciedlenie w powstawaniu nowych wierzeń wywodzących się z shintō lub o charakterze synkretycznym, co pozwalało na swobodne łączenie różnych elementów tradycji, doktryn i praktyk. Przykładów można znaleźć wiele, chociażby Zenrinkyō założone w 1947 roku. Należy też odnotować takie, które wywodziły się z większych struktur organizacyjnych, jak Gedatsukai zrywające stosunki ze szkołą shingon po 1945 roku. Jednym z najnowszych ruchów religijnych jest Kōfuku no Kagaku, założone w 1986 roku, które odnosi się do paru różnych religii na świecie, a liczba wyznawców stanowi nawet paręset tysięcy ludzi.